# Kentia-Palmen
Die Kentia-Palmen (Howea) ist eine Pflanzengattung innerhalb der Familie der Palmengewächse (Arecaceae). Die nur zwei Arten kommen nur auf der australischen Lord-Howe-Insel vor. Beide Arten sind sehr verbreitete Zierpflanzen.

## Beschreibung

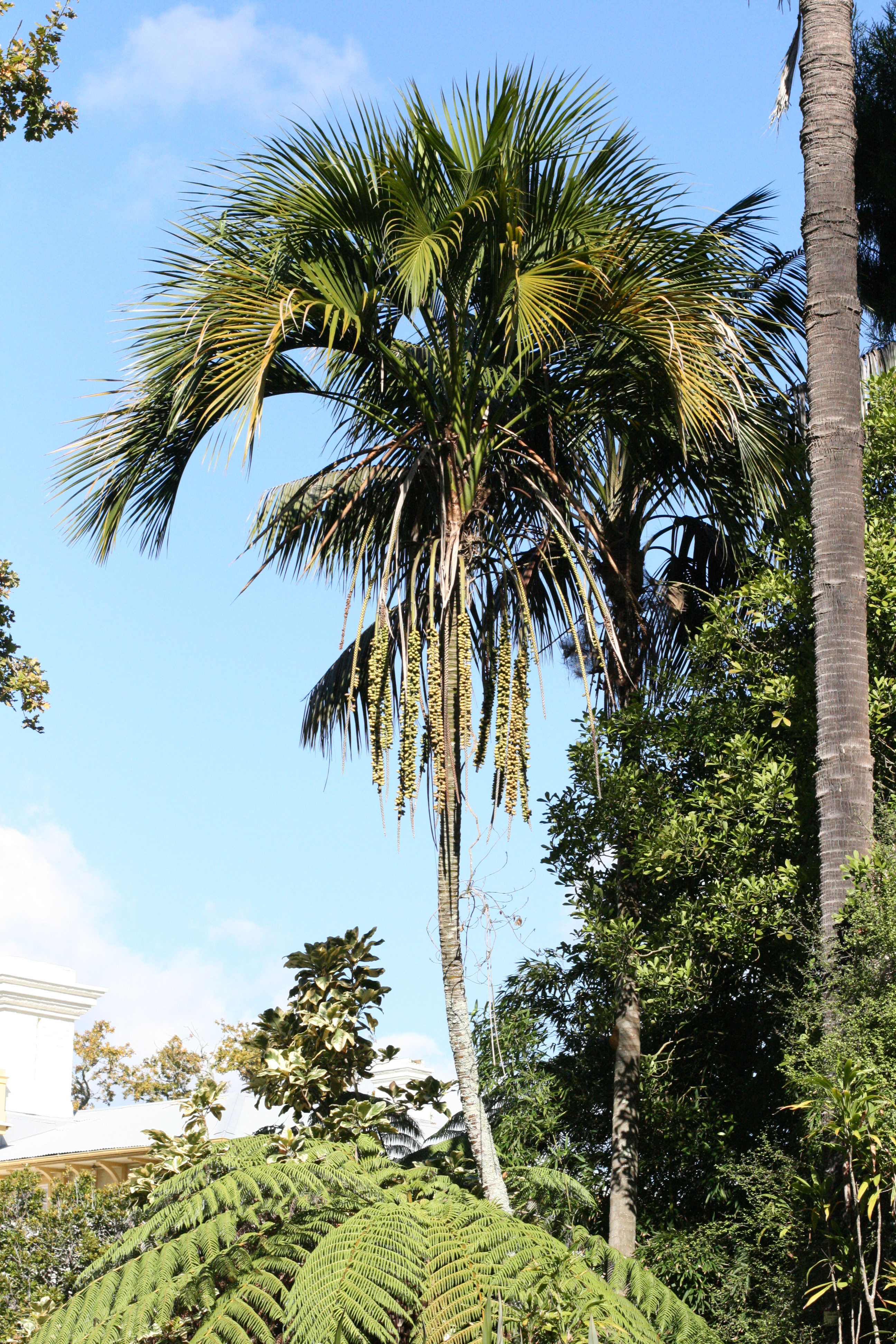
Howea belmoreana

### Habitus
Howea-Arten sind mittelgroße, einzelstämmige, unbewehrte Palmen. Es sind die größten Palmen innerhalb der Subtribus Laccospadicinae. Der Stamm ist aufrecht, kahl und mit deutlichen engsitzenden, waagrechten, oder auch unauffälligen Blattnarben besetzt. Die Stammbasis ist manchmal verdickt.

### Blätter
Die Blätter sind gefiedert. Sie bilden keinen Kronenschaft. Nach dem Absterben fallen sie sauber vom Stamm ab. Die Blattscheide ist gut ausgebildet, reißt gegenüber dem Blattstiel längs auf, und zerfällt später in eine verflochtene Masse von feinen Fasern. Der Blattstiel ist kurz bis mäßig lang. Er ist abgeflacht oder an der Oberseite leicht gefurcht. An der Unterseite ist er kantig. Er ist kaum bis dicht mit Schuppen besetzt. Die Rhachis ist an der Unterseite rundlich bis kantig, an der Oberseite kantig und wie der Stiel beschuppt.
Die Fiederblättchen sind zahlreich, einfach gefaltet und regelmäßig angeordnet. Sie stehen bogig oder steif nach oben. Das Ende ist spitz oder leicht zweispitzig (bifid). Die Oberseite ist verstreut mit Schuppen besetzt, die Unterseite ist mit einer dichten flockigen Behaarung besetzt.

### Blütenstände
Howea-Arten sind einhäusig getrenntgeschlechtig (monözisch) und mehrmals blühend (pleonanth). Die Blütenstände stehen innerhalb der Krone, können aufgrund von Blattfall aber auch unterhalb der Blattkrone stehen. Sie sind kurz bis etwa gleich lang wie die Blätter. Sie sind ährenförmig und stehen einzeln oder in Gruppen von 3 bis 8 Blütenständen. Sie stehen zunächst aufrecht und sind später hängend. Die Blütenstände sind proterandrisch. Der Blütenstandsstiel ist im Querschnitt elliptisch und wesentlich kürzer als oder etwa gleich lang wie die Blütenstandsachse. Das Vorblatt ist röhrenförmig, häutig, und reißt später in Längsrichtung auf, zerfällt oder fällt ab, und hinterlässt einen niedrigen Kragen. Die Blütenstandsachse ist robust, schuppig behaart. An ihr stehen dicht gedrängt in spiraliger Anordnung niedrige, rundliche oder dreieckige, steife, knorpelartige Hochblätter. Jede bildet die Lippe einer Blütengrube, in der eine Blüten-Triade steht. Lediglich an der Spitze des Blütenstandes enthalten sie nur ein männliches Blütenpaar.

### Blüten
Die männlichen Blüten reichen zur Blütezeit nur jeweils eine teilweise aus der Blütengrube heraus. Die drei Kelchblätter sind frei, imbricat, und meist gekielt. Sie sind rundlich und die Ränder gezähnt. Die Krone hatte eine stielartige Basis und ist etwa so lang wie der Kelch. Sie hat drei ovale, valvate Zipfel. Es gibt 30 bis 70 oder mehr Staubblätter, ihre Staubfäden sind lang und an der Basis unterschiedlich weit verwachsen. Die Konnektive sind manchmal zu einer Spitze verlängert. Die Staubbeutel sind länglich, mehr oder weniger lantrors. Ein Pistillodium fehlt. Der Pollen ist ellipsoid, asymmetrisch bis birnenförmig. Die Keimöffnung ist ein distaler Sulcus. Die längste Achse mit 37 bis 52 µm.
Die weiblichen Blüten sind annähernd kugelig. Die drei Kelchblätter sind frei, imbricat, gerundet und an den Rändern gezähnt. Die drei Kronblätter sind frei, an der Basis stark imbricat, die Spitzen kurz valvat. Es gibt drei bis sechs Staminodien, die einen niedrigen, unregelmäßig gelappten, häutigen Ring bilden, oder sie sind unregelmäßig getrennt und dreieckig oder zweilappig. Das Gynoeceum ist einfächrig mit einer Samenanlage. Die Samenanlage ist seitlich befestigt und kampylotrop. Es hat drei kurze Narben, die zur Anthese zurückgebogen sind.

### Früchte
Die Frucht ist eiförmig und enthält einen Samen. Sie ist zu Beginn glänzend dunkel-grün und wird später stumpf gelblich-grün oder rötlich-braun. Die Blütenhüllblätter verbleiben an der Frucht, die Narbenreste sitzen an der Frucht. Das Exokarp ist glatt, das Mesokarp ist eher dünn, fleischig und mit zahlreichen längs verlaufenden Fasern. Das Endokarp ist knorpelig und hängt nicht am Samen. Der Samen sitzt seitlich. Die Raphe reicht höchstens über ein Drittel des Samens. Das Endosperm ist homogen. Der Embryo sitzt basal.

### Chromosomensatz
Die Chromosomenzahl beträgt 2n = 32.

## Ökologie
Wichtigster Bestäubungsmechanismus ist bei beiden Arten der Wind, einer der wenigen Fälle, wo dies bei Palmen eindeutig nachgewiesen ist. Blüten und Früchte reifen recht langsam, sodass häufig an einer Palme mehrere Blütenstände in unterschiedlichen Stadien anzutreffen sind.

## Vorkommen
Die beiden sind auf der Lord-Howe-Insel endemisch. Sie kommen von den Tieflandwäldern bis in Höhenlagen bis zu 450 Meter vor. Sie sind auf der Insel recht häufig und kommen in 70 % der Vegetation vor.

## Systematik
Die Gattung Howea wurde 1877 durch Odoardo Beccari in Malesia (Edited by Beccari, Odoardo), Band 1, Seite 47, 66 aufgestellt. Lektotypus ist Howea belmoreana. Der Name Howea bezieht sich auf die Heimatinsel der beiden Arten, deren Namen wiederum auf Admiral Lord Richard Howe zurückgeht.
Die Gattung Howea wird innerhalb der Familie Arecaceae in die Unterfamilie Arecoideae, Tribus Areceae und Subtribus Laccospadicinae gestellt. Die Gattung ist monophyletisch. Sie ist die Schwestergruppe von Laccospadix. Die beiden Gattungen haben sich vor 4,57 bis 5,53 Millionen Jahren voneinander getrennt.
Es gibt nur zwei Arten:
- Howea belmoreana (C.Moore & F.Muell.) Becc.: Sie wächst auf der Lord-Howe-Insel zerstreut zwischen Howea forsteriana, wird aber in größeren Höhenlagen bis 450 Metern häufiger.
- Howea forsteriana (F.Muell.) Becc.: Sie ist auf der Lord-Howe-Insel verbreitet im Tieflandwald auf sandigem Boden.

Beide Arten kommen zumindest teilweise auf den gleichen Standorten vor, dennoch sind äußerst wenige Hybriden gefunden worden. Die zwei Arten haben sich erst nach Entstehen der Lord-Howe-Insel voneinander getrennt. Die beiden Arten sind voneinander reproduktiv isoliert. Sie gelten als Beispiel für sympatrische Artbildung.